# Kalinówka (przystanek kolejowy)
Kalinówka − zlikwidowany przystanek osobowy w Kalinówce, w Polsce, w województwie dolnośląskim, w powiecie lubińskim, w gminie Rudna. Przystanek został otwarty w dniu 13 kwietnia 1900 roku razem z linią kolejową z Rudnej Gwizdanowa do Polkowic. Do 1969 roku był na niej prowadzony ruch osobowy i towarowy. W 1974 roku linia została zlikwidowana. Obecnie na miejscu przystanku znajduje się zbiornik odpadów Żelazny Most.